# ژورژ تیکامرز
ژورژ تیکامرز (انگلیسی: Žoržs Tikmers؛ زادهٔ ۲۲ ژانویهٔ ۱۹۵۷) قایقران روئینگ اهل لتونی است.